# Kartellgesetz (Schweiz)
Das Bundesgesetz über Kartelle und andere Wettbewerbsbeschränkungen vom 6. Oktober 1995 (Kartellgesetz, KG, SR 251) bildet zusammen mit den zugehörigen Verordnungen die Rechtsquelle des schweizerischen Kartellrechts. Ziel des Gesetzes ist, volkswirtschaftlich und sozial schädliche Auswirkungen von Kartellen und anderen Wettbewerbsbeschränkungen zu verhindern und damit den Wettbewerb im Interesse einer freiheitlichen marktwirtschaftlichen Ordnung zu fördern.

## Zentrale Bestimmungen
Das Gesetz sieht vor, dass
- bestimmte Abreden unzulässig sind,
- der Missbrauch einer marktbeherrschenden Stellung unzulässig ist und
- unter gewissen Voraussetzungen Unternehmenszusammenschlüsse untersagt werden können (Zusammenschlusskontrolle).

Abreden und Verhaltensweisen von marktbeherrschenden Unternehmen, welche als unzulässig erklärt wurden, können vom Bundesrat aus überwiegendem öffentlichem Interesse ausnahmsweise zugelassen werden. Dasselbe gilt für untersagte Unternehmenszusammenschlüsse.
Bei bestimmten unzulässigen Wettbewerbsbeschränkungen können Sanktionen (Geldstrafen) ausgesprochen werden. Dies betrifft unzulässige horizontale Mengen-, Preis- und Gebietskartelle, vertikale Abreden über Mindestpreise, Festpreise und Gebietszuweisungen sowie Missbräuche von marktbeherrschenden Stellungen. Die Höhe der Sanktion kann bis zu 10 Prozent des Umsatzes in der Schweiz während der letzten drei Geschäftsjahre betragen. Das Gesetz sieht eine Bonusregelung vor.

## Geschichte

### Kartellgesetz von 1985
Für die kartellrechtliche Beurteilung war im Kartellgesetz vom 20. Dezember 1985 die Saldomethode maßgebend. Diese Methode verpflichtete die rechtsanwendende Behörde, alle positiven und negativen Auswirkungen einer Wettbewerbsbeschränkung auf Wirtschaft und Gesellschaft zu berücksichtigen. Dabei bestand keine Trennung von wettbewerblichen und ausserwettbewerblichen Aspekten. Das Kartellgesetz von 1985 sah keine Möglichkeit vor, einen Unternehmenszusammenschluss zu untersagen.
Anwendende Behörde war die Kartellkommission. Diese führte die Untersuchungsverfahren durch, konnte jedoch keine Verfügungen erlassen, sondern ausschließlich Empfehlungen an die betreffenden Unternehmen abgeben. Wenn die Unternehmen diese Empfehlungen ablehnten, konnte das Eidgenössische Volkswirtschaftsdepartement eine Verfügung treffen. Vor Erlass einer entsprechenden Verfügung war aus verfahrensrechtlichen Gründen das gesamte Verfahren der Kartellkommission zu wiederholen.

### Kartellgesetz von 1995
Anfang der 90er-Jahre entstand eine Diskussion um die Verbesserung der wirtschaftlichen Rahmenbedingungen der Schweiz. 1993 legte Bundesrat ein Programm zur marktwirtschaftlichen Erneuerung vor. Diese sah unter anderem die Revision des Kartellgesetzes, die Schaffung eines Bundesgesetzes über die technischen Handelshemmnisse und eines Binnenmarktgesetzes vor.
Das Bundesgesetz über Kartelle und andere Wettbewerbsbeschränkungen trat am 1. Februar 1996 (Artikel 18–25) bzw. am 1. Juli 1996 (übrige Bestimmungen) in Kraft. Wesentliche Änderungen gegenüber dem Kartellgesetz 1985 waren:
- Abschaffung der Saldomethode: In kartellrechtlichen Verfahren werden ausschließlich die Wirkungen auf den Wettbewerb und auf die wirtschaftliche Effizienz geprüft. Übrige Wirkungen werden im Rahmen eines Gesuchs um ausnahmsweise Zulassung durch den Bundesrat berücksichtigt.
- Neue Behörden- und Verfahrensstruktur: Die als neue Wettbewerbsbehörde geschaffene Wettbewerbskommission erhielt die Möglichkeit, Verfügungen zu erlassen. Sanktionen konnten jedoch, außer bei Verstössen gegen die Meldepflicht von Unternehmenszusammenschlüssen, nur ausgesprochen werden, sofern ein Unternehmen gegen eine Verfügung der Wettbewerbskommission verstiess.
- Einführung der Zusammenschlusskontrolle.

### Revision 2004
Anfang des neuen Jahrtausends wurde das Kartellgesetz einer Revision unterzogen. Diese traten am 1. April 2004 in Kraft. Die wesentlichen Änderungen betrafen zwei Punkte. Zum Ersten wurde für bestimmte Fälle von Kartellrechtsverstössen die Möglichkeit geschaffen, Sanktionen ohne Verstoss gegen eine Verfügung zu verhängen (direkte Sanktionen). Zum Zweiten werden vertikale Wettbewerbsabreden genannt, bei denen vermutet wird, dass sie den Wettbewerb beseitigen und daher unzulässig sind.

## Durchsetzung
Für die Anwendung des Kartellgesetzes ist die Wettbewerbskommission zuständig. Gegen Verfügungen der Wettbewerbskommission kann beim Bundesverwaltungsgericht und anschließend beim Bundesgericht Beschwerde erhoben werden. Bei Verfahren der Wettbewerbskommission kommt grundsätzlich das Verwaltungsverfahrensgesetz (SR 172.021) zur Anwendung. Das Bundesgericht qualifiziert weite Teile des Kartellgesetzes als "Quasi-Strafrecht", was in der Lehre auf Widerstand stösst.
Für kartellrechtliche Klagen können auch Zivilgerichte angerufen werden. Hat ein Zivilgericht über die kartellrechtliche Zulässigkeit eines Sachverhaltes zu entscheiden, erstellt die Wettbewerbskommission ein Gutachten. Für kartellrechtliche Schadensersatzklagen sind die Zivilgerichte zuständig.